# 프리키픽쳐스
(주)프리키픽쳐스(영어: Friki Pictures)는 대한민국의 애니메이션 스튜디오로 현재 3D 애니메이션에서도 후반 파트(라이팅, 렌더, 합성, VFX)를 전문으로 하고 있다.

## 작품

### 제작 애니메이션
- 버블버블마린

### 시네마틱
- 피쉬아일랜드2
- 허스키익스프레스
- 에어라이더
- 에어라이더 티져
- 드래곤네스트
- 드라고나
- 네드
- TROY

### 광고, 트레일러
- 비트파티
- 도요새 잉글리쉬
- 브로콜리탐험대
- 삼국지 브레이브
- 베스킨라빈스

### 극장판
- 뽀로로 극장판 공룡섬 대모험
- 쥬라기캅스 극장판: 공룡시대 대모험
- 쥬라기캅스 극장판: 전설의 고대생물을 찾아라
- 런닝맨: 리벤져스
- 사랑의 하츄핑

### 시리즈
- 강철소방대 파이어로보
- 뚝딱맨
- 핑크퐁 원더스타
- 또봇V 시리즈
- 브레드 이발소
- 애니메이션 런닝맨
- 쥬라기캅스 시리즈
- 바다나무 카뎃, 스토리타임, 키즈룹
- 꼬미와 베베
- 다이노맨
- 슈퍼다이노
- 공룡 유치원
- 슈퍼 구조대
- 유미의 세포들(드라마)애니메이션 파트
- 지오메카
- 샤샤 앤 마일로
- 메탈카드봇
- 미라큘러스: 레이디버그와 블랙캣 파리 스페셜
- 새콤달콤 캐치! 티니핑
- 위시캣
- 슈팅스타 캐치! 티니핑